# Psicologia inversa

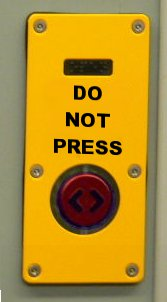
Una broma estereotípica de psicologia inversa que convida a l'usuari a no prémer el botó.

La psicologia inversa és una tècnica que implica l'afirmació d'una creença o comportament que és oposat al desitjat, amb l'expectativa que aquest enfocament animarà al subjecte de la persuasió a fer el que realment es desitja. Aquesta tècnica es basa en el fenomen psicològic de la reactància, en el qual una persona té una reacció emocional negativa a ser persuadida i, per tant, tria l'opció en contra de la qual s'està advocant. Això pot funcionar especialment bé en una persona que és resistent per naturalesa, mentre que les sol·licituds directes funcionen millor per a les persones que són obedients. La persona que està sent manipulada generalment no és conscient del que realment està succeint.

## En la infància
Susan Fowler, una autora, escriu: "Vés amb compte que tals estratègies [de psicologia inversa] puguin resultar contraproduents. Els nens poden sentir la manipulació a una milla de distància". En canvi, recomana predicar amb l'exemple.
El professor de psicologia John Gottman desaconsella l'ús de la psicologia inversa en adolescents, amb la presumpció que es rebel·laran afirmant que "no intentis utilitzar la psicologia inversa... tals estratègies són confuses, manipuladores, deshonestes i rares vegades funcionen".
La psicologia inversa s'utilitza sovint en nens a causa de la seva alta tendència a respondre amb reactància, un desig de restaurar la llibertat d'acció amenaçada. Alguns pares pensen que la millor estratègia és de vegades la "psicologia inversa": dir-li als nens que es quedin a casa quan realment es vol que triïn sortir a jugar. No obstant això, s'han plantejat preguntes sobre aquest enfocament quan és més que merament instrumental, en el sentit que "la psicologia inversa implica una manipulació intel·ligent del nen que es porta malament".

## En psicoteràpia
Estretament associada a la psicologia inversa en psicoteràpia està la tècnica de "la intervenció paradoxal.... Aquesta tècnica també ha estat anomeanda prescripció del símptoma i antisuggestió". El terapeuta emmarca el seu missatge perquè la resistència a ell promogui el canvi.
Tals intervencions "poden tenir un impacte similar al de l'humor a l'hora d'ajudar els pacients a presentar els seus problemes sota un nou enfocament... En anar amb la resistència del pacient i no en contra, el terapeuta fa que la conducta sigui menys atractiva", la qual cosa es denomina reenquadrament. Això significa pretendre estar d'acord amb els pensaments i creences dels pacients; reafirmar-los en veu alta perquè ells mateixos s'adonin de la seva fal·libilitat.

## Màrqueting paradoxal
"En un món en el qual s'espera que totes les coses estiguin disponibles... menys disponibilitat" ha sorgit com un nou punt per vendre: "en realitzar una maniobra tan restringida contra la comercialització, la marca ha guanyat prestigi". El resultat pot ser "el que els japonesos diuen una marca secreta... no hi ha punts de venda regulars, no hi ha catàleg, no hi ha presència a la web a part d'uns pocs esments críptics... a la gent li agrada perquè és gairebé impossible de trobar".

## Adorn i Horkheimer
Theodor Adorn i Max Horkheimer van caracteritzar l'efecte de la indústria cultural com a "psicoanàlisi al revés". El seu anàlisi va començar amb la dialèctica que funcionava a Alemanya quan els hereus del moviment romàntic es van convertir en cercadors de "Força a través de l'alegria", només perquè el seu moviment es veiés apropiat per una combinació dels mitjans de comunicació de masses i el nacionalsocialisme. Un exemple modern comença amb l'auge del "fitness i el jogging" als Estats Units en la dècada de 1970. La "bogeria de córrer" en la Marató de Boston i a Califòrnia, dialècticament, va ser la tesi que un no havia de ser "Rocky" en un gimnàs suós per estar físicament en forma i que l'acceptació del cos era la clau per a un entrenament aeròbic efectiu. La indústria cultural va respondre a la tesi amb importants campanyes publicitàries de Calvin Klein i uns altres, utilitzant imatges amb models excepcionalment tonificadas. La gent es va comparar a si mateixa amb aquests models, la qual cosa va crear una sensació de competència, i molts estudiants de secundària eviten córrer a causa de la vergonya corporal resultant.
La indústria de la cultura produeix en massa materials estandarditzats. Amb freqüència ofereix i reforça ideals i normes que representen una crítica implícita d'aquells que no estan a l'altura. Els estudis empírics mostren que els productes de la cultura de masses poden disminuir la confiança i l'autoestima i causar humiliació entre persones les característiques particulars de les quals queden fora del rang normalitzat d'aparença, comportament, religió, ètnia, etc. De la mateixa manera, la publicitat busca amb freqüència crear una necessitat de compra mostrant les diferències entre les situacions reals i les ideals. La intenció sol ser induir la insatisfacció amb la situació actual i induir expectatives de satisfacció a través de l'adquisició de productes que transformin la realitat real en la realitat idealitzada. Per tant, si el grup de semblants compra, tots els que no poden permetre's els productes sentiran infelicitat i frustració addicionals fins que finalment s'uneixin al grup. Per tant, de vegades el procés d'influir per un resultat realment intenta produir el resultat oposat com a motivació per a la compra.
No obstant això, la majoria de les vegades, la causa i l'efecte no són desitjats. La lògica marxista aplicada a la indústria cultural indica que és, per se, una dialèctica en la qual la disminució dels marges de benefici i l'augment dels costos fan que els inversors estiguin ansiosos per "coses segures". La repetició de les fórmules guanyadores i els estereotips creen els productes de menor denominador comú amb els menors costos. Però com menys creativa sigui l'aportació, més probable és que els papers s'assignin de manera que coincideixin, en lloc de desafiar, els prejudicis comuns que poden danyar inadvertidament (o deliberadament) l'estima dels quals pertanyen als grups marginats.

## En la cultura popular
Els exemples clàssics de psicologia inversa en la cultura popular inclouen un botó vermell gros i brillant amb un rètol al costat en què s'indica "No el premeu", o un rètol en què es proclama "Salta sota la teva pròpia responsabilitat".
Hi ha nombrosos exemples de psicologia inversa en la ficció, el cinema i els dibuixos animats, incloent-hi l'obra Juli Cèsar de William Shakespeare, en què Marc Antoni fa servir la psicologia inversa per aconseguir que la gent de la ciutat provoqui un motí. Marc Antoni pretén posar-se del costat de Brut complementant les seves accions que han portat a l'assassinat de Cèsar, mentre que en realitat incita a la ira de la multitud.